# Cosmesi

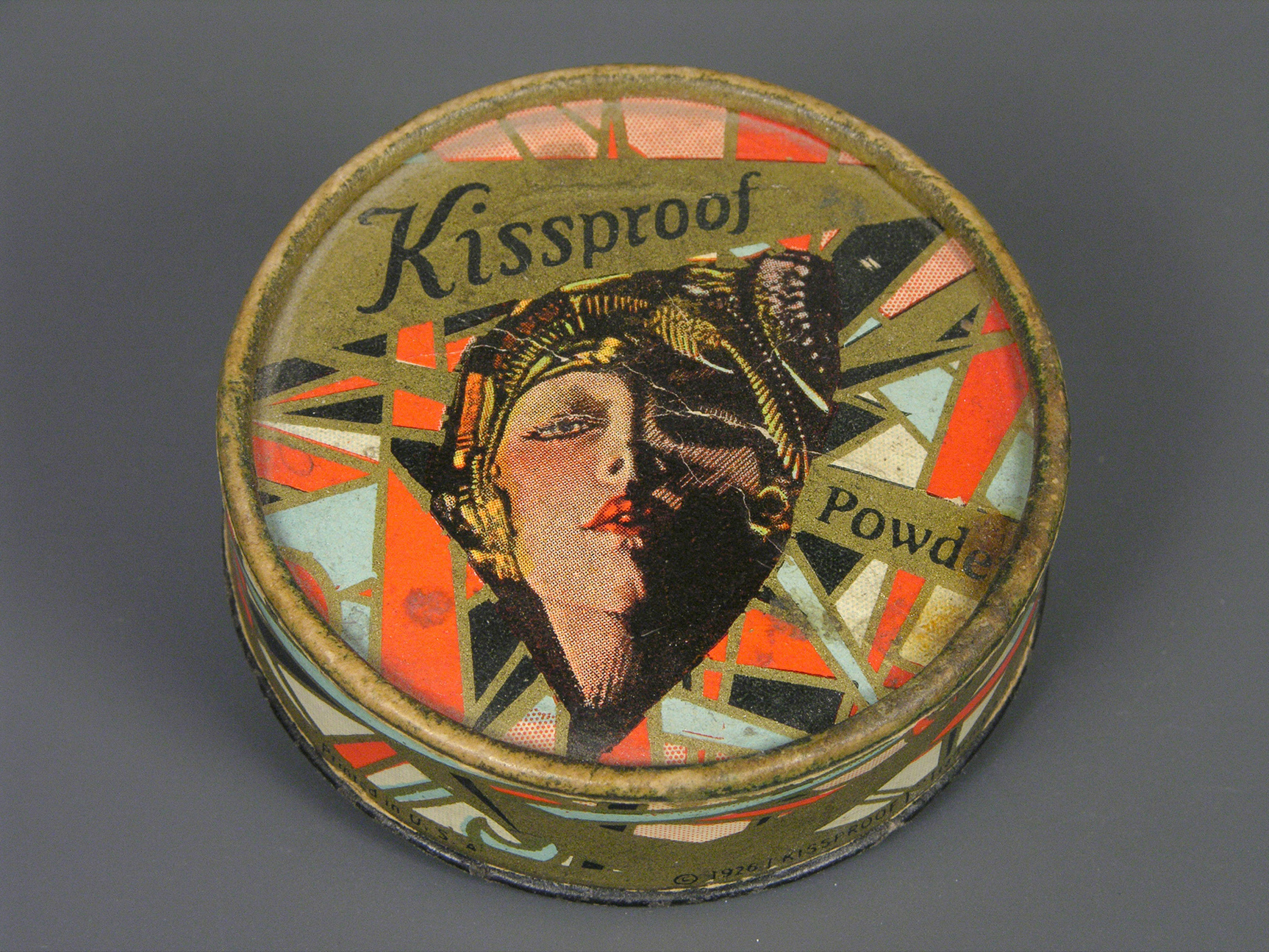
Cipria "a prova di bacio" del 1926

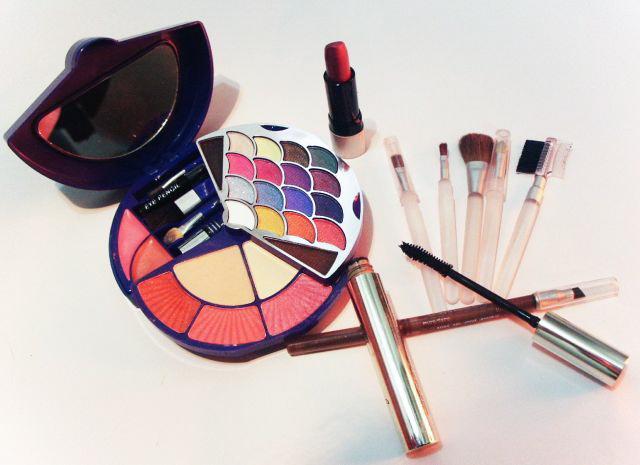
Cosmetici

La cosmesi (o cosmetica) rappresenta l'insieme di attività, tecniche e arti relative al cosmetico o, per estensione, a ciò che migliora la piacevolezza, l'apparenza e l'estetica.
La parola viene dal greco: κόσμος (kósmos) che significa "ordine", da cui kósmesis: mettere in ordine, abbellire.
Viene convenzionalmente classificata in sottogruppi, in funzione dei diversi ambiti applicativi dei cosmetici utilizzati:
- Cosmetica per la cura del viso, corpo, capelli, unghie
- Cosmesi decorativa (Trucco); in inglese make up, in francese maquillage
- Igiene personale
- Profumeria
- Protezione solare

## Storia

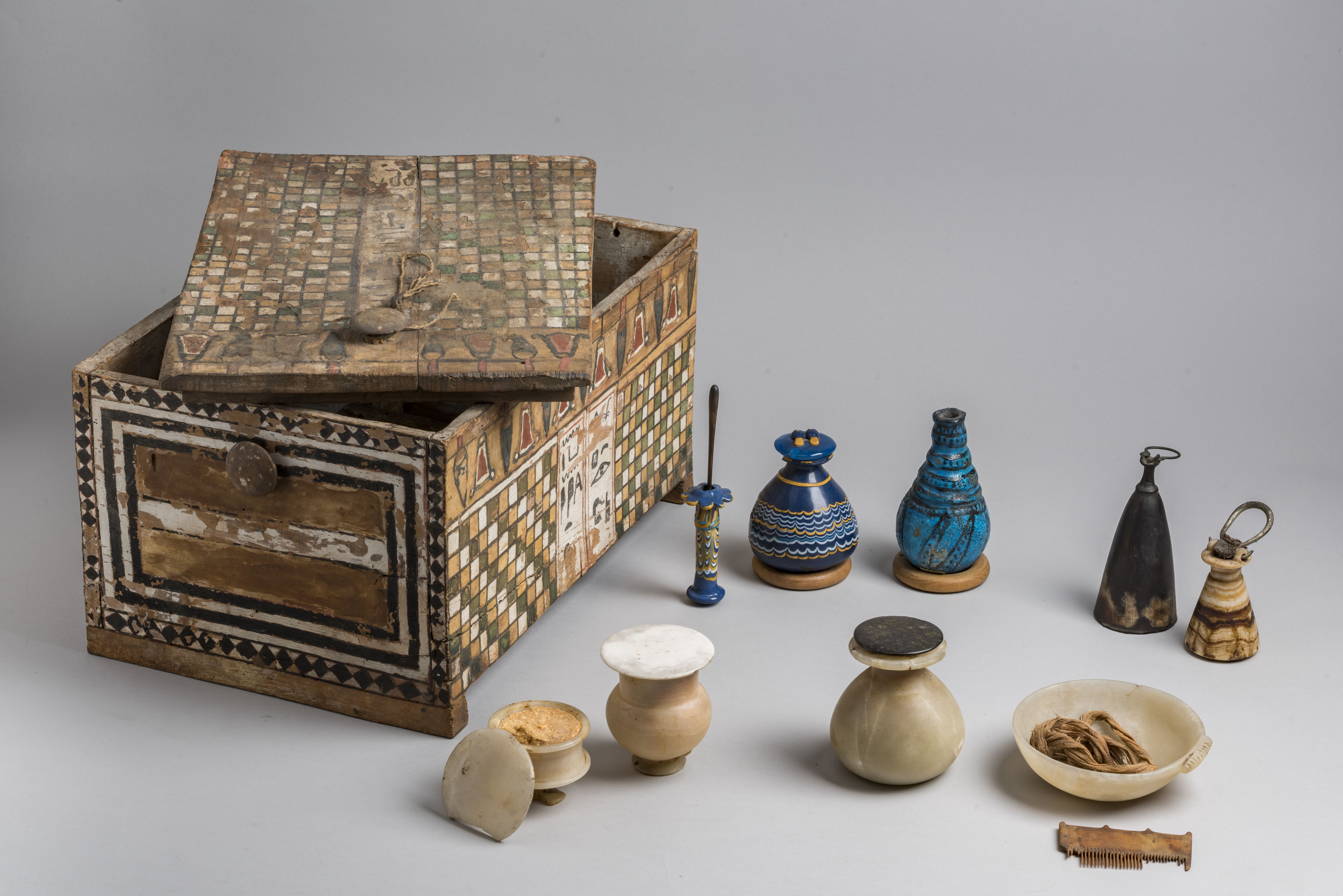
Confanetto per il trucco conservato al Museo Egizio di Torino

Dopo un uso esiguo nella Preistoria, durante il regno degli egizi i cosmetici ebbero un ruolo fondamentale nella cura della persona. Gli Egizi si cospargevano di unguenti, allungavano gli occhi con il kajal e dipingevano le labbra con ossido di rame e ferro.
Ma in tutti i popoli antichi sono documentati usi cosmetici: i Pitti scozzesi e i nativi americani si dipingevano il corpo, i popoli mesopotamici coloravano il volto con l'ocra, gli indiani erano soliti dipingersi palmi delle mani e piante dei piedi (le donne disegnavano sul viso stelle, lune o fiori), i fenici inventarono il sapone e gli ebrei facevano uso di fragranze come l'incenso, gli arabi estrassero l'acqua di rose.
I greci si coloravano i capelli con uno speciale unguento e dipingevano il volto di bianco (col piombo bianco) o di rosa (col vermiglio). L'orpimento, un composto dell'arsenico, venne utilizzato come depilatore, l'olio di palma per le gambe, il timo per il collo. I greci poi succhiavano piante aromatiche per rinfrescare l'alito.
I romani, riporta Plinio il Vecchio nella sua Naturalis Historia, abbondarono di trucchi, oli e profumi. Sempre Plinio racconta di come Poppea facesse uso smodato a fini cosmetici di latte d'asina, sia in pomata (poppaeanum), sia con il bagno riportato da Cassio Dione. Alcune procedure di abbellimento adottate nell'antica Roma erano adottate anche nelle procedure di imbalsamazione. Dall'utilizzo della farina di farro (mola) per sbiancare ed uniformare la pelle, deriverebbe il termine immolare. Essenze, oleoresine (aromata), mirra cinnamomo e soprattutto incenso, venivano utilizzati nei funerali in grande quantità. Plinio riferisce che al funerale di Poppea, Nerone fece bruciare (da cui il termine pro fumo) essenze profumate più di quante ne potevano essere prodotte in medio-oriente in un anno. I cosmetici erano oli (hedysmata), unguenti (stymmata), e pomate (diapasmata) e la loro preparazione viene illustrata nell'affresco degli amorini profumieri nella casa dei Vettii a Pompei.
Più elaborata la formulazione di una crema ritrovata in una sepoltura romana risalente al 150AD in Inghilterra. Composta prevalentemente da amidi e grassi animali, contiene anche pigmenti come l'ossido di stagno sotto forma di cassiterite.
Molti scrittori romani, oltre a Plinio il vecchio, si occuparono della cosmetica, spiccano Celso, Giovenale, Dioscoride e Galeno, che parlò di una crema rinfrescante. Ricette di creme per il viso si trovano inoltre nei cento versi che ci restano di un poemetto di Ovidio, Medicamina faciei femineae (età augustea).
I cinesi, conoscendo la cosmesi, utilizzarono e utilizzano ancora oggi dipingersi il volto di verde, ocra o rosso per rappresentare demoni in scene teatrali.
Fra il X-XI secolo fu fondata a Salerno la prima università europea medica che fra l'altro si occupava di studiare le essenze di piante medicinali.
Nell'Italia del 500 in molte corti le dame preferivano adornarsi il viso con creme e aceti di toeletta. Questo modello fu esportato nell'Europa centrale, allora sconosciuta della cosmesi, grazie a Renato Bianco (detto Renè il Fiorentino) e alla padrona Caterina de' Medici, allora consorte del re Enrico II di Francia.
Nel 1910 fu inventato il primo rossetto.

## Il cosmetico

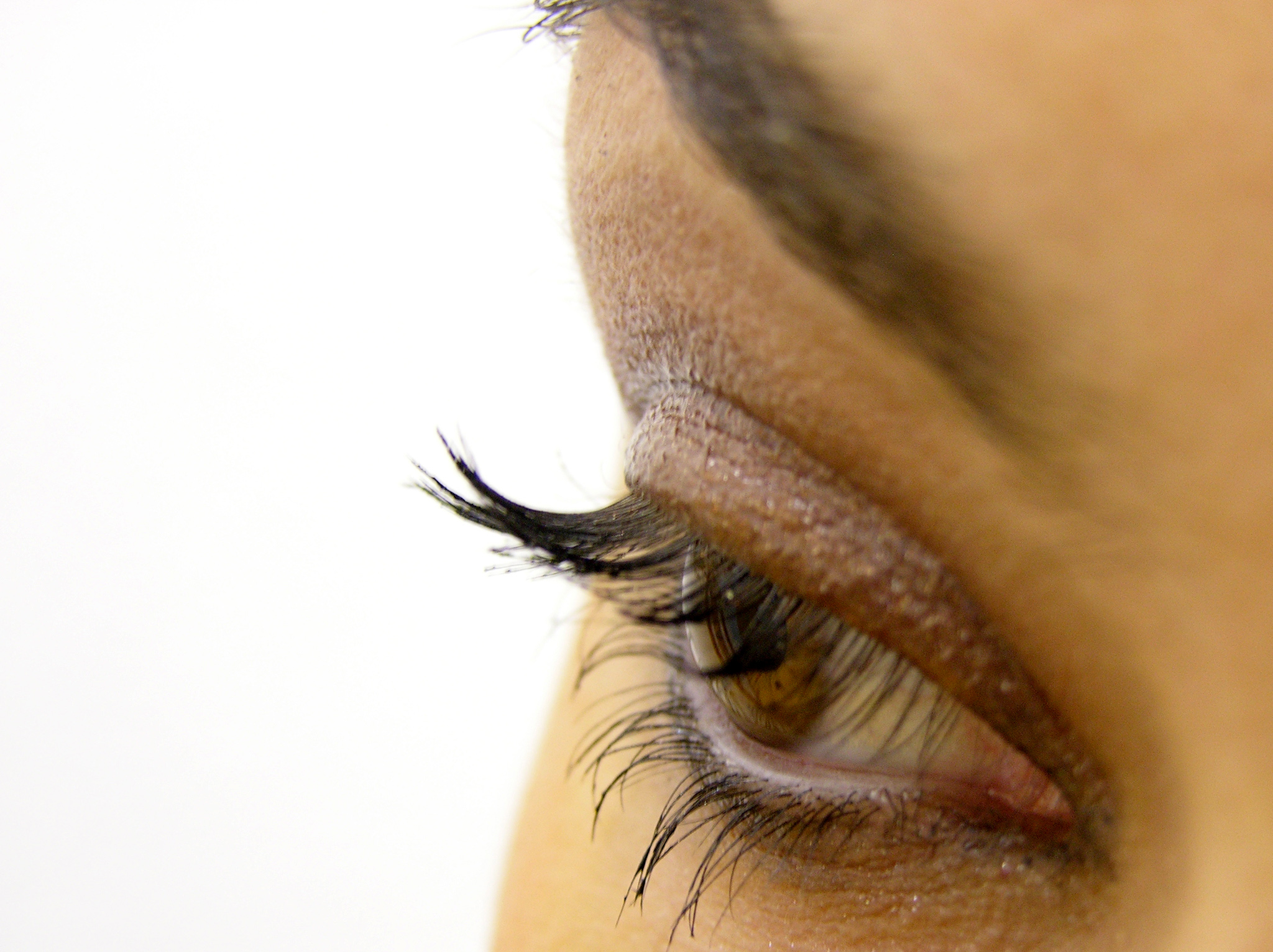
Fotografia ravvicinata di un occhio femminile truccato

Secondo il Regolamento sui cosmetici nell'Unione Europea i prodotti cosmetici sono “qualsiasi sostanza o miscela destinata ad essere applicata sulle superfici esterne del corpo umano (epidermide, sistema pilifero e capelli, unghie, labbra, organi genitali esterni) oppure sui denti e sulle mucose della bocca allo scopo esclusivamente o prevalentemente di pulirli, profumarli, modificarne l'aspetto, proteggerli, mantenerli in buono stato o correggere gli odori corporei”. 
La definizione legale di cos'è un cosmetico in molti altri paesi è simile a quella europea.

Essendo una sostanza o una miscela, brillantini o unghie e ciglia finte non sono dei cosmetici.

Non sono cosmetici sostanze o miscele che, come ad esempio i filler per la riduzione delle rughe, non si applichino sulla superficie del corpo umano o nel cavo orale.

Non sono cosmetici sostanze o miscele applicate sulla superficie del corpo con finalità diverse da quelle indicate dal Regolamento;
in particolare non sono cosmetici tutti i farmaci o dispositivi medici (disinfettanti, repellenti per insetti, ecc.) topici.

Disegno di cosmetici

## Tipologia dei cosmetici
Per la funzione o per l'area dove si applicano i cosmetici erano classificati a titolo indicativo nell'Allegato I della Direttiva Europea, in vigore fino a luglio 2013, come:
- creme, emulsioni, lozioni, gel e oli per la pelle,
- maschere di bellezza, fondotinta (liquidi, paste, ciprie), cipria,
- talco per il dopobagno e per l'igiene corporale,
- saponi di bellezza, saponi deodoranti, profumi, acque da toeletta ed acqua di Colonia,
- preparazioni per bagni e docce (sali, schiume, oli, gel),
- prodotti per la depilazione,
- deodoranti e antitraspiranti,
- prodotti per mantenere i capelli in forma (lozioni, creme, oli), prodotti per l'acconciatura dei capelli (lozioni, lacche, brillantine),
- prodotti per la rasatura (creme, schiume, lozioni),
- prodotti per il trucco e lo strucco, prodotti destinati ad essere applicati sulle labbra,
- prodotti per l'igiene dei denti e della bocca,
- prodotti per la cura delle unghie e lacche per le stesse,
- prodotti per l'igiene intima esterna,
- prodotti solari, prodotti autoabbronzanti,
- prodotti per schiarire la pelle e prodotti antirughe.

## Sicurezza del cosmetico
A garantire la sicurezza dei prodotti cosmetici e l'assenza di rischi gravi per il consumatore sono soprattutto tre strumenti: le disposizioni di legge, i test eseguiti su base assolutamente volontaria dalle industrie cosmetiche e la sorveglianza o cosmetovigilanza.

Il sistema della sicurezza cosmetica si è formato nel tempo sull'onda del Food, Drug, and Cosmetic Act del 1938 in USA. Lo spirito della norma è che tutte le responsabilità della sicurezza dei cosmetici fanno capo a chi lo produce e mette sul mercato.

•La messa sul mercato di prodotti cosmetici non è subordinata ad alcuna autorizzazione amministrativa o sanitaria.

•L'attuale regolamentazione non prevede alcun controllo pre-market.

•Gli ordinamenti intervengono in senso riparatorio (ritiro/richiamo se del caso) solo a seguito di eventuale rischio/segnalazione.

Il Regolamento sui cosmetici stabilisce che i cosmetici messi a disposizione sul mercato siano sicuri per la salute umana se utilizzati in condizioni d'uso normali o ragionevolmente prevedibili.

Definisce inoltre i requisiti che deve avere chi lo produce e ne valuta la sicurezza, che ingredienti non può contenere e quali hanno delle precise restrizioni per il loro eventuale utilizzo.

L'azienda cosmetica può eseguire o far eseguire test per verificare la sicurezza del cosmetico, su base volontaria, ma dall'entrata in vigore della Direttiva 2003/15/CE, nota anche come VII modifica, sono bandite tutte le sperimentazioni su animali per le quali esistevano metodi alternativi convalidati e accettati;

da settembre 2004, sul territorio dell'Unione Europea sono banditi tutti i test sugli animali di cosmetici finiti;

da marzo 2009, sono proibiti i test su animali per scopi cosmetici anche degli ingredienti.
Prima di questi regolamenti vennero utilizzati vari materiali ora vietati in quanto pericolosi per la salute, come nel caso del radio, utilizzato negli anni '30, applicazione su vari prodotti e che si basava su presunte proprietà curative degli elementi radioattivi e sulla presunta capacità luminescente indotta nella pelle.

## Efficacia del cosmetico
Secondo il Regolamento Cosmetico devono essere tenute a disposizione delle Autorità competenti le informazioni che includono tutti gli elementi necessari relativi all'identità, alla qualità, alla sicurezza per la salute umana e agli effetti attribuiti al prodotto cosmetico.

I consumatori dovrebbero essere protetti da dichiarazioni ingannevoli in merito all'efficacia e ad altre caratteristiche dei prodotti cosmetici.
Per supportare i claims pubblicitari le aziende cosmetiche possono seguire le linee guida dell'associazione delle aziende cosmetiche europee, Colipa, oggi Cosmetic Europe: “Efficacy Evaluation of Cosmetic Products” 2008.
Generalmente gli effetti vantati nel cosmetico si basano su evidenze provenienti da:

• studi sperimentali (in vivo oppure in vitro/ex vivo)

• test di autovalutazione o consumer perception test

• pubblicazioni scientifiche e dati di mercato

La pubblicità non veritiera e non supportata, in Italia, è sanzionabile sia dall'AGCM (Autorità Garante della Concorrenza e dei Mercati) che dall'IAP (Istituto dell'Autodisciplina Pubblicitaria). Anche se vengono spesso svolte valutazioni oggettive dell'efficacia, con misurazioni strumentali effettuate da sperimentatori, la comunicazione pubblicitaria tende a privilegiare le valutazioni soggettive frutto di test di autovalutazione o di efficacia percepita con l'uso del prodotto.

## Ingredienti
Gli ingredienti dei cosmetici sono catalogati dall'INCI (International Nomenclature of Cosmetic Ingredients).
Il sistema INCI, una denominazione internazionale utilizzata per indicare in etichetta i diversi ingredienti del prodotto cosmetico, è nato agli inizi degli anni settanta sotto l'egida dell'associazione delle Industrie USA del settore, oggi riunite nel Personal Care Products Council (ex CTFA).
, per creare una denominazione univoca e riconoscibile degli ingredienti cosmetici. Questo facilita l'identificazione delle sostanze alle quali si può essere allergici ma anche non rende registrabili come marchi da una sola industria i nomi di specifici ingredienti. Questo codice contiene alcuni termini in latino, molti in inglese, sigle e numeri. È unico per tutti i paesi della UE, oltre ad avere una grande diffusione internazionale.

Solo dal 1997 nella UE è obbligatorio elencare tutti gli ingredienti del cosmetico sul prodotto.

Non tutti gli ingredienti cosmetici registrati nell'INCI sono inclusi nel Glossario degli Ingredienti Cosmetici Europeo.
L'elenco deve essere in ordine decrescente con al primo posto l'ingrediente presente alla concentrazione più alta. Gli ingredienti con concentrazione inferiore al 1% possono essere elencati in ordine arbitrario in fondo all'elenco.
Si considera ingrediente cosmetico la sostanza o la miscela di sostanze intenzionalmente inserite nella formulazione.
Non sono ingredienti, quindi non ricadono nell'obbligo di elencarli sul prodotto:

-le impurità contenute nelle materie prime utilizzate,

-le sostanze tecniche secondarie utilizzate nella miscela ma che non compaiono nella composizione del prodotto finito.
I composti odoranti e aromatizzanti e l'insieme delle loro materie prime sono indicati con l'unico termine «parfum» o «aroma». 
È però obbligatorio segnalare la presenza di sostanze classificate dalla norma come potenziali allergeni se nel cosmetico da risciacquo superano la concentrazione di 0,01% e nei cosmetici non da risciacquo superano il 0,001%.
L'assegnazione di un nome INCI ad una sostanza o miscela di sostanze non comporta che siano sicure o efficaci.

Il glossario europeo degli ingredienti cosmetici non costituisce una lista limitativa degli ingredienti che possono essere utilizzati in un cosmetico.

Possono essere utilizzati anche ingredienti di cui non esiste un nome INCI purché nella lista ingredienti compaia un termine contenuto in una nomenclatura generalmente accettata.

## Mercato cosmetico
Attorno al cosmetico si è creata una delle industrie più importanti.

Il consumo mondiale di cosmetici è cresciuto con un tasso superiore al tasso di crescita demografica.
La stima delle vendite mondiali al dettaglio nel 2013, secondo la Kline & Company, supererebbe i 350 miliardi di US$.
Il mercato globale invece raggiungerebbe, secondo le stime di Euromonitor, i 454 miliardi di US$.
Il mercato UE + Svizzera e Norvegia, secondo il Cosmetic Europe Statistic Working Group, nel 2013 supererebbe i 72 miliardi di €.

I principali mercati europei del cosmetico sono:
| Nazione  | Vendite al Dettaglio nel 2013 in € miliardi |
| -------- | ------------------------------------------- |
| Germania | 12,8                                        |
| Francia  | 10,5                                        |
| UK       | 9,9                                         |
| Italia   | 9,5                                         |
| Spagna   | 6,4                                         |

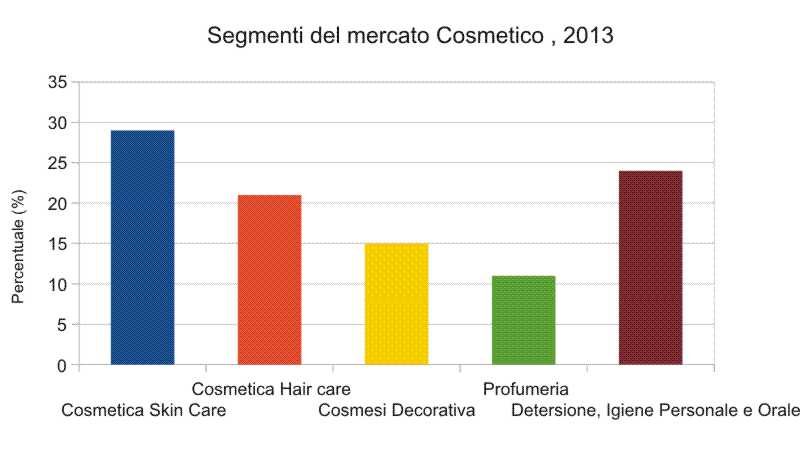
Fonte: Kline&Co.inc.

I segmenti più importanti in valore sono quelli dei cosmetici per la cura del corpo e viso, seguiti da quelli per la detergenza ed igiene personale e da quelli per la cura dei capelli.

In alcuni paesi, diversi canoni estetici e routine di bellezza portano a maggiori consumi di cosmetici diversi da quelli più utilizzati a livello mondiale. Ad esempio in Brasile il segmento più importante sono i cosmetici per la cura dei capelli mentre in Cina i prodotti per capelli sono utilizzati molto meno.
Il mercato cosmetico è diviso tra moltissimi fornitori e marche, ma le prime 10 aziende multinazionali ne controllano almeno il 36,3%.
Stimando le entrate dipendenti dal solo cosmetico in gruppi che forniscono prodotti anche molto diversi la graduatoria del 2013 vede:
| n°  | Azienda           | Vendite del Cosmetico nel 2013 in miliardi |
| --- | ----------------- | ------------------------------------------ |
| 1°  | L'Oréal           | €22,98                                     |
| 2°  | Unilever          | €16,06                                     |
| 3°  | Procter & Gamble  | $20,5                                      |
| 4°  | Estée Lauder      | $10,39                                     |
| 5°  | Colgate-Palmolive | $10,37                                     |
| 6°  | Shiseido          | ¥761,41                                    |
| 7°  | Avon              | $7,1                                       |
| 8°  | Beiersdorf        | €4,85                                      |
| 9   | Johnson & Johnson | $6                                         |
| 10° | Chanel            | €4.4                                       |

Nel 2006 l'Autorità francese per l'antitrust cita in giudizio varie aziende di cosmetici tra le quali L'Oreal, Chanel, Christian Dior, Yves Saint Laurent, Estèe Lauder, Clinique per la loro collusione per mantenere prezzi alti, che vengono multate complessivamente con 64 milioni di dollari.